# Mike Lindell

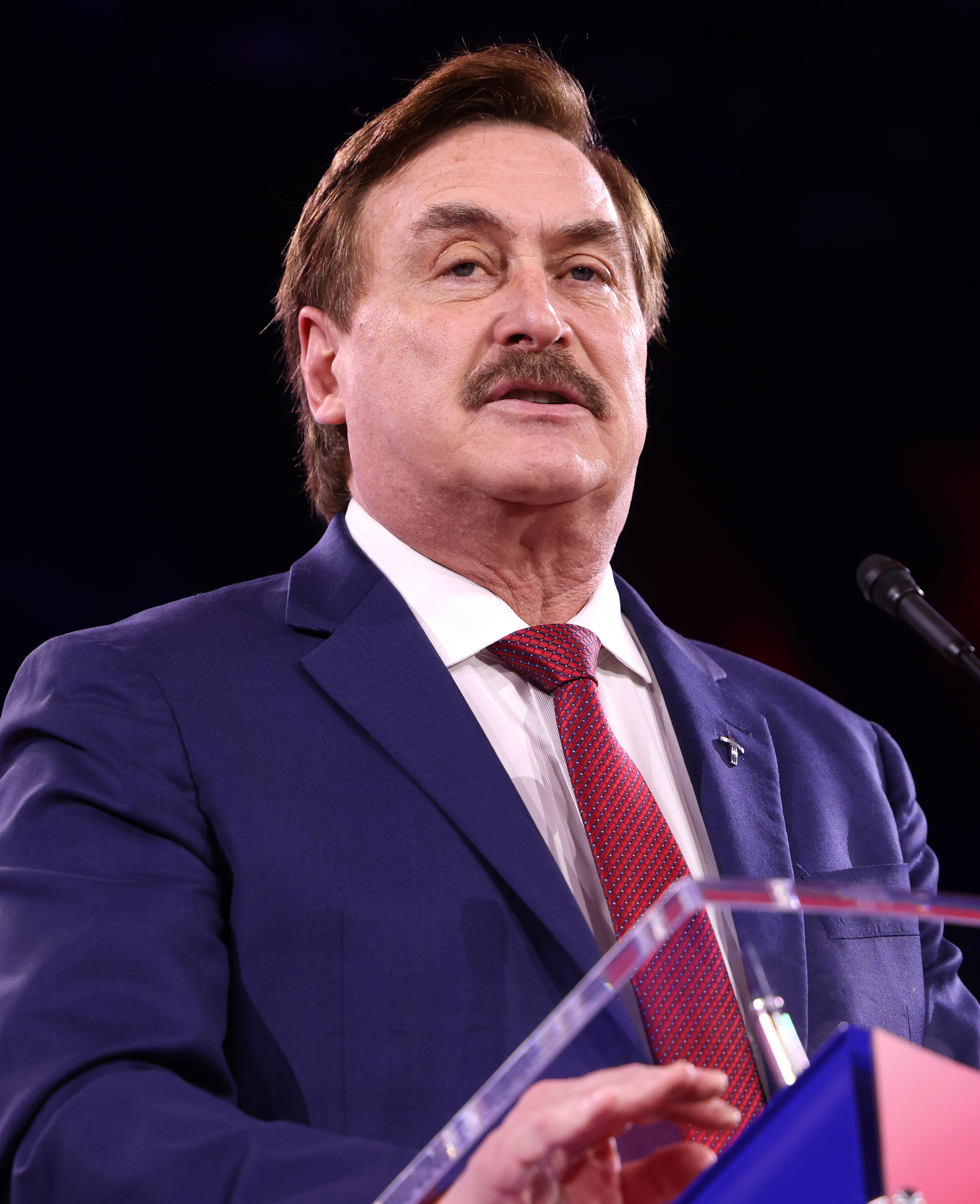
Mike Lindell (2025)

Michael „Mike“ James Lindell (geboren am 28. Juni 1961 in Mankato, Minnesota) ist ein US-amerikanischer Unternehmer, Vertrauter des US-Präsidenten Donald Trump und Verschwörungsideologe. Er wurde 2009 als My Pillow Guy („Typ der Mein-Kissen-Werbung“) bekannt, der in Fernsehwerbespots seines Unternehmens auftrat.

## Unternehmer
Ab den 1980er Jahren gründete Lindell als Selfmademan verschiedene Unternehmen, hauptsächlich Betriebe der Gastronomie. Er war lange Zeit drogenabhängig und zweimal verheiratet. Seine erste Ehe dauerte zwanzig Jahre, seine zweite (2013) zwei Wochen.
2004 kam ihm die Idee, formhaltende Schaumstoff-Kissen zu vermarkten. 2009 gelang ihm der Durchbruch durch eine weithin ausgestrahlte Infomercial-Sendung, die seiner Kissenmarke My Pillow zu großer Bekanntheit verhalf. Lindells Unternehmen beschäftigte 2010 bereits 500, bis 2017 rund 1500 Mitarbeiter. Sein Umsatz wuchs bis dahin auf 300 Millionen US-Dollar. So wurde Lindell zum Multimillionär. Klagen gegen irreführende Werbung für die angeblich auch therapeutisch wirksamen Kissen legte Lindell 2016 mit einer außergerichtlichen Zahlung von einer Million US-Dollar bei.
Im Januar 2025 verurteilte ein Gericht in Minnesota das Unternehmen My Pillow, dem Logistikunternehmen DHL 778.000 Dollar zu zahlen. Die Summe entstand durch unbezahlte Rechnung zuzüglich Zinsen und Anwaltskosten.

## Wahlkampfhelfer für Trump

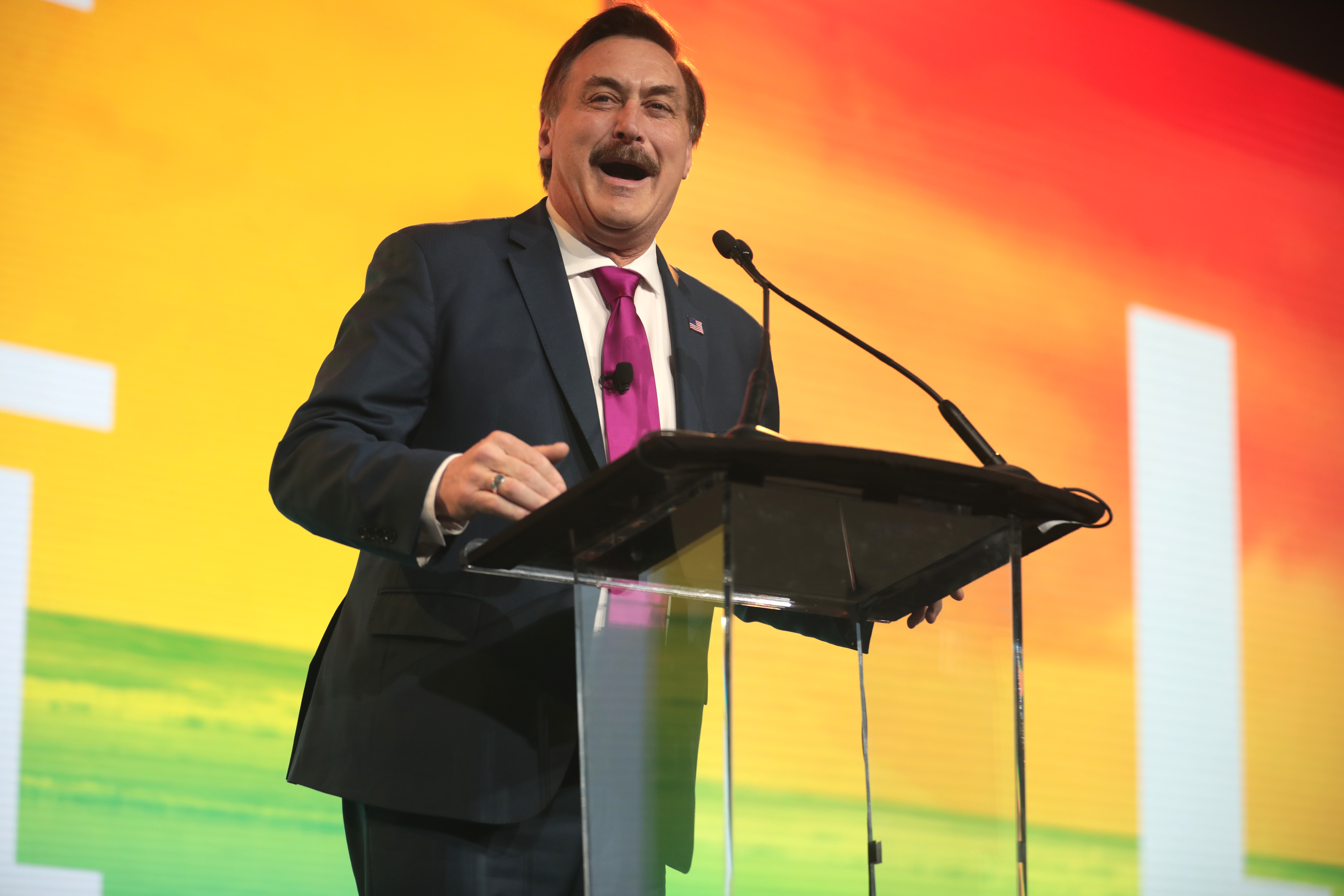
Lindell im Wahlkampf 2020

Seit der Präsidentschaftswahl in den Vereinigten Staaten 2016 trat Lindell als Unterstützer des republikanischen Kandidaten Donald Trump hervor. Fortan verknüpften beide wechselseitig ihre geschäftlichen und politischen Interessen miteinander. So pries Trump Lindell bei einem Auftritt 2018 als „den größten“ Geschäftsmann und Unterstützer: Lindell stelle „tolle Kissen“ her, die er, Trump, selbst benutze. Weil Lindell „tolle Deals“ erreiche, wolle er ihn als Werbeanzeigenkäufer. Lindell, der sich als gläubiger Christ darstellt, pries Trump bei der jährlichen Conservative Political Action Conference (CPAC) 2019 als „auserwählt von Gott“. Er nahm an Trumps Neujahrsparty 2020 in Mar-a-Lago teil. Im Februar 2020 trafen sich beide im Weißen Haus. Dabei soll Trump Lindell wie schon 2018 ermutigt haben, im Wahljahr 2022 für das Gouverneursamt von Minnesota zu kandidieren. 2018 hatte Lindell die Idee fallen lassen, weil Entlassungen in seiner Firma kurz bevorstanden; im Jahr 2019 entließ er 150 Arbeiter. Am 29. Februar 2020 machte Trump Lindell zum Vorsitzenden der Kampagne in Minnesota für Trumps Wiederwahl bei der US-Präsidentschaftswahl 2020. Am 30. März 2020 durfte Lindell neben Trump im White House Rose Garden auftreten und Werbung für seine Firma machen. Er verkündete, diese stelle nun auch Gesichtsmasken zum Schutz vor einer Infektion mit COVID-19 her. Er werde 75 Prozent der Produktion seiner Firma auf Gesichtsmasken umstellen. Dann lobte er Trump für seinen Umgang mit der COVID-19-Pandemie in den USA: Trump habe eine Nation gerettet, die „Gott den Rücken zugewandt“ habe. Mit der Herstellung von mehr als 50.000 Gesichtsmasken täglich folge er Trumps Linie America First, Arbeitsplätze in den USA zu schaffen, statt Masken von Übersee zu importieren. Lindells Auftritt wurde als bisheriger Höhepunkt von Trumps Einbindung prominenter Unternehmer in seine Wiederwahlkampagne bewertet.
Am 9. Juni 2020 nahm Lindell an einem Beratertreffen teil, das Trumps folgende Wahlkampfauftritte plante und den ersten Auftritt zunächst unbedacht, dann auf Trumps Bestehen bewusst auf den Juneteenth in Tulsa festlegte. Lindell sorgte also mit dafür, dass Trump am jährlichen Feiertag der Befreiung der Afroamerikaner aus der Sklaverei in jenem Ort auftrat, wo rund 100 Jahre zuvor das rassistische Massaker von Tulsa an bis zu 300 Afroamerikanern stattgefunden hatte. Die Wahl des Datums und des Ortes wurden als Wink an die weiße Wählerbasis Trumps und Ausdruck eines Geschichtsrevisionismus des Wahlkampfteams verstanden. Die erhoffte Massenbeteiligung in Tulsa blieb aus.
Im Juli 2020 erwarb Lindell Anteile an der Firma Phoenix Biotechnology, bewegte US-Präsident Trump dazu, sich mit dem Firmeneigner zu treffen, und warb zusammen mit Bauminister Ben Carson bei Trump für ein Oleandrin-Produkt dieser Firma: Der Pflanzenextrakt könne COVID-19 vorbeugen oder heilen. Belege dafür fehlten; das Mittel war nie durch Tierversuche oder klinisch an Menschen als COVID-19-Heilmittel getestet worden. Stephen Hahn, der Chef der für die Heilmittelzulassung zuständigen Food and Drug Administration (FDA), war nicht beim Treffen mit Trump anwesend. Gleichwohl wollte Trump die FDA Lindell zufolge zur Zulassung des Mittels drängen. Dies löste bei FDA-Experten und Infektiologen große Besorgnis aus, da Trump zuvor schon öfter für COVID-19-Patienten unwirksame und gefährliche Mittel angepriesen und auf ihre Zulassung gedrängt hatte.
Im September 2020 erklärte Trump bei einem Wahlkampfauftritt, Lindell könne Minnesotas nächster Gouverneur werden; er unterstütze Lindells Kandidatur voll und ganz. Daraufhin unterstützte auch die Republikanische Partei in Minnesota Lindells Kandidatur, obwohl sie ihren Kandidaten sonst erst im Wahljahr bestimmte.

## Propagandist eines angeblichen Wahlbetrugs
Nach seiner Wahlniederlage im November 2020 machte Trump Lindell mit der Anwältin und QAnon-Anhängerin Sidney Powell und dem vorbestraften Exgeneral Michael T. Flynn zu seinen engsten Beratern. Auf ihren Rat hin propagierte Trump ab Mitte November die Verschwörungsthese einer Manipulation der Wahl mit den Maschinen der Firma Dominion Voting Systems.
Am 5. Dezember 2020 rief Lindell die regierenden Republikaner der Bundesstaaten Georgia, Pennsylvania und Nevada öffentlich dazu auf, mit legislativen Beschlüssen Donald Trump den Wahlsieg zuzusprechen und so die Wählermehrheiten für Joe Biden und die entsprechende Mehrheit des Electoral College umzustürzen. Zudem behauptete er, republikanische Gegner dieser Maßnahmen würden im Gefängnis landen. Er bezeichnete die Wahlmaschinen von Dominion als „größten Betrug“ und behauptete, mit ihrer Technik seien Millionen Wählerstimmen für Trump in Wählerstimmen für Joe Biden umgewandelt worden. Experten widerlegten diesen Verschwörungsmythos vollständig. Lindell vertrat diesen jedoch kontinuierlich weiter und engagierte sich stark in der Stop-the-Steal-Bewegung. Er finanzierte eine zweiwöchige Bustour von Trumpanhängern durch die USA, die am 14. Dezember 2020 in Washington, D.C. endete, und sprach dabei an fünf Orten über den angeblichen Wahlbetrug. Die Tour mobilisierte zahlreiche Trumpanhänger mit für den späteren Sturm auf das Kapitol in Washington 2021.
Nach diesem gewaltsamen Putschversuch am 6. Januar 2021 zertifizierte der US-Kongress noch am selben Tag Trumps Wahlniederlage. Lindell spielte den Putschversuch herunter und erklärte zugleich, er bete für einen Militärputsch. Er bot Kunden, die den Code „Kämpft für Trump“ benutzten, einen Preisnachlass auf seine Produkte an. Am 8. Januar 2021 kündigte die Firma Dominion eine Klage auf Schadensersatz in Milliardenhöhe gegen ihn und andere Trumpverteidiger an. Sie schrieb Lindell, mit seiner „Verleumdungskampagne“ in sozialen Medien habe er dem Namen und den Geschäftsbeziehungen der Firma größtmöglichen Schaden zugefügt und keinerlei zuverlässige Beweise für seine Verschwörungstheorie vorlegen können, weil es diese nicht gebe. Lindell behauptete, die Klage werde ihm helfen, seine angeblichen Beweise bekannt zu machen.
Am 15. Januar 2021 sprach Trump mit Lindell über letzte Möglichkeiten, trotz der zertifizierten Wahlniederlage im Präsidentenamt zu bleiben. Beim Eintritt in das Weiße Haus hielt Lindell ein Merkblatt in der Hand, auf dem Medienkameras unter anderem die Stichpunkte “Insurrection Act now as a result of the assault on the [election]” („Aufstandsgesetz jetzt als Ergebnis des Anschlags auf die Wahl“), “martial law if necessary” („Kriegsrecht, falls nötig“) und den Satz “Move Kash Patel to CIA Acting” („Mache Kash Patel zum CIA-Chef“) fotografierten. Im Fall einer Wahlniederlage Trumps hatten ihm schon mehrere Berater, darunter Roger Stone, zum Ausrufen des Kriegsrechts geraten. Lindell griff diese Idee somit auf. Er griff auch Trumps Plan vom Dezember 2020 wieder auf, die CIA-Direktorin Gina Haspel durch den unerfahrenen, aber loyalen Sicherheitsberater Kash Patel als neuen CIA-Chef zu ersetzen. Nach Recherchen von Axios-Reportern hatten Vizepräsident Mike Pence und der Berater Pat Cipollone den Plan zuvor gestoppt.
Nach Joe Bidens Amtsantritt als neuer US-Präsident am 20. Januar 2021 erklärte Lindell, er werde erst nach dem Beweis für Trumps Wahlsieg über seine Kandidatur zum Gouverneursamt in Minnesota entscheiden. Solange die Wahlmaschinen für den (angeblichen) Wahlbetrug nicht ersetzt würden, sei eine Kandidatur sinnlos. Dies wurde als Vorwand für einen eventuellen Rückzug von der Kandidatur gedeutet. Viele führende Republikaner sahen Lindells Kandidatur als katastrophal für die Aussichten eines nationalen Wahlsiegs ihrer Partei im Jahr 2022 an.
Am 16. Januar hatte Lindell in einem Tweet behauptet, er besitze ein Beweisdokument, wonach Trump elf Millionen mehr Stimmen als Joe Biden erhalten habe. Twitter flaggte den Tweet als umstritten und blockte dann seine Weiterverbreitung. Am 26. Januar 2021 sperrte Twitter die Benutzerkonten von Lindell und seinem Unternehmen wegen wiederholter, gegen die Richtlinien verstoßender Falschinformationen zur Präsidentschaftswahl 2020 dauerhaft. Lindell hatte auf Twitter fast 500.000 Follower.
Ab 6. Januar 2021 stellten viele Unternehmen ihren Ankauf und Vertrieb von Produkten Lindells ein. Seine Firma gab starke Umsatzeinbußen bekannt. Unternehmensberater führten die Einbußen und den Imageverlust der Firma auf Lindells Wahllügen zurück. Ende März 2021 räumte er dauerhafte Einkommenseinbußen von 65 Millionen Dollar (etwa ein Fünftel des Vorjahresgewinns) ein und führte diese auf seine Nähe zu Trump zurück. Er werde die Verluste durch vermehrte Radiowerbung und Podcasts auszugleichen versuchen und dazu jede Gelegenheit nutzen.
Im März 2021 erklärten Sidney Powells Verteidiger gegen Dominions Verleumdungsklage vor Gericht, „vernünftige Leute“ würden die Wahlfälschungsbehauptungen ohnehin „nicht als Tatsache ansehen“. Dagegen behauptete Lindell in der Radiosendung des ehemaligen Trumpberaters Steve Bannon, Trump werde bis August 2021 wieder ins Präsidentenamt zurückkehren. Er sammle Beweise für einen ausländischen Angriff des Kommunismus auf die Wahl 2020 und werde die Beweise bald dem Supreme Court vorlegen. Dann werde das amerikanische Höchstgericht das Wahlergebnis einstimmig revidieren.
Im April 2021 reichte Lindell Gegenklagen gegen die Firmen Dominion und Smartmatic ein: Sie versuchten, eine freie Debatte zu einer möglichen Wahlfälschung und zur Manipulation ihrer Wahlmaschinen zu unterdrücken. Am 19. April startete er seine eigene Webseite namens Frankspeech (etwa „Klartext“) mit einer 48 Stunden langen, von ihm durchgängig moderierten Sendung. Die Webseite lässt keine Nutzerprofile zu und blieb ein Streamingportal für stundenlange, mit Verschwörungstheorien durchsetzte Monologe Lindells. Obwohl er nach Eigenangaben eine Million Dollar für die Webseite investierte, hatte sie im Mai 2021 noch zahlreiche Mängel. Dafür machte er angebliche Hacker verschiedener gegnerischer Gruppen verantwortlich.
Bis 20. April 2021 veröffentlichte Lindell zwei als „Dokumentation“ ausgegebene Videos mit seinen Wahlfälschungstheorien. Sie bestanden großenteils aus Interviews mit angeblichen Experten und anonymen Informanten, die vielfach widerlegte Einzelthesen zum angeblichen Wahlbetrug wiederholten. Entgegen ihren Angaben waren die Wahlmaschinen nicht mit dem Internet verbunden, und das Beobachten der Zählung oder gar Umwandeln der Stimmen war nach Herstellerangaben technisch unmöglich. Zudem wurde das Funktionieren der Maschinen vorab durch bewährte Testprogramme der Cybersecurity and Infrastructure Security Agency (CISA), später durch mehrfache manuelle Nachzählungen vor Ort überprüft und bestätigt. Gerichte hatten alle Klagen wegen angeblich nachträglich abgegebener Stimmen oder Phantomstimmen mangels Beweisen abgewiesen.
Lindells drittes Propagandavideo vom 3. Juni 2021 präsentierte „verschlüsselte Rohdaten“ von gewöhnlichen Netzverkehrsdaten (pcaps) als Beweise für Auslandseingriffe. Laut Computerspezialisten waren diese Daten mit Screenshots in den Vorgängervideos identisch, nicht als pcaps formatiert und zeigten allgemein zugängliche Wählerdateien aus Pennsylvania. Die Experten erklärten, Staatsbehörden hätten das Einschleusen von ausländischen pcaps unweigerlich entdeckt. Da Lindell die Absender, Empfänger und Bedeutung der pcaps zu kennen behauptete, müsse seine Quelle sie schon entschlüsselt haben. Er erkläre aber nicht, wie er Zugang zum Netzdatenverkehr und Zugriff auf pcaps zu US-Wahlbüros erhalten habe; eine solche Fähigkeit besitze allenfalls die National Security Agency. Zudem seien Befehle zum Umwandeln bestimmter Stimmenmengen als pcaps nicht möglich. Darauf erklärte Lindell, die in den Videos präsentierten Daten seien nicht die realen Wahl-pcaps. Er besitze diese, zeige sie aber aus „Sicherheitsgründen“ noch nicht.
Er kündigte an, er werde seine Beweisdaten erst bei einem “Cyber Symposium” im August offenbaren, und lud auch große Fernsehsender und bekannte Cybersicherheitsexperten dorthin ein. Diese Experten hatten vor der Präsidentschaftswahl im November 2020 auf mögliche Schwachstellen der Wahlmaschinen für Hackerangriffe verwiesen. Nach der Wahl erklärten 59 davon in einem offenen Brief, es gebe keine glaubwürdigen Beweise für Computerbetrug bei der Wahl. Gleichwohl benutzte Lindell ihre Vorwahlaussagen im Juni 2021 als Belege für eine Strafanzeige gegen die Firma Dominion. Der Computerwissenschaftler Steven M. Bellovin erklärte dazu, Lindell habe keine Ahnung, dass seine Behauptungen aus vielen Gründen unmöglich seien. Der PC-Sicherheitsexperte Stephen Checkoway fand in Lindells Video gar keine verschlüsselten pcaps, sondern nur einen Hexdump, der als Text beliebige Personen- und Ortsnamen auflistete. Die Briefunterzeichner lehnten es ab, an Lindells Symposium teilzunehmen, um ihre Reputation und Zeit nicht für eine „Farce“ oder einen „Zirkus“ herzugeben. Konfrontiert mit ihren Aussagen, erklärte Lindell, er sei kein “cyber guy” und wisse nicht, was seine Computer „eingefangen“ hätten; doch es seien Daten von der Regierung. Von der weltweit größten Hackerkonferenz DEFCON, deren Teilgruppe Voting Village speziell die Sicherheit der elektronischen Wahlsysteme in den USA geprüft hatte, hatte er auf Nachfrage noch nie gehört.
Lindell sandte die angeblichen Beweisdaten an den Sender CNN. Neun von CNN beauftragte Experten für Cybersicherheit fanden darin keinerlei Beweise für ein ausländisches Hacking von Wahlergebnissen. Die Daten enthielten keine pcaps und keine Daten aus Wahlcomputern, nur IP-Adressen und Koordinaten von öffentlichen Bezirkswebseiten. Auf CNN-Nachfragen erklärten die Wahlbezirke, für die Lindell gefälschte Ergebnisse behauptet hatte, dass sie die originalen, handschriftlich ausgefüllten Stimmzettel manuell nachgezählt und so die maschinelle Zählung exakt bestätigt hatten. Im Clark County (Wisconsin) sollten Trump laut Lindell rund 24.000 Stimmen gestohlen worden sein; der Bezirk hatte jedoch nur 17.000 Wahlberechtigte und war ohnehin mit 5.000 Stimmen Vorsprung an Trump gefallen. In Adams County sollte ein Hack am 4./5. November 2020 Trump mehr als 33.000 Stimmen gestohlen haben; doch auch dort hatte Trump gewonnen, und die Stimmen waren schon am 3. November alle ausgezählt worden. CNN deckte auf, dass Lindell die Grafiken des angeblichen Hacks aus China am 9. Januar 2021 von zwei rechtsextremen Bloggern erhalten und diese sein Video mit erstellt hatten. Sie übernahmen die Theorie von Stimmenwechseln durch Computerhacks ihrerseits von dem früheren Software-Entwickler Dennis L. Montgomery. Dieser war seit 2011 als Betrüger bekannt, der dem Pentagon wirkungslose Programme zum angeblichen Entschlüsseln angeblicher Geheimbotschaften von Al-Qaida teuer verkauft hatte. In einem Interview mit CNN bestand Lindell jedoch auf seinen Falschbehauptungen und erklärte, er habe schon Millionen Dollar dafür investiert. Er bestritt die ermittelten Datenzulieferer und behauptete den Besitz von Beweisdaten, die noch niemand außer ihm gesehen habe. Diese werde er aber erst bei dem „Cyber Symposium“ offenbaren. Weil Fox News keine Werbung für diese Veranstaltung senden wollte, um nicht ebenfalls auf Schadensersatz verklagt zu werden, zog Lindell seine Kissenwerbung von dem Sender zurück.
Am 7. August 2021 behauptete Lindell, er habe tausende Politiker beider großen US-Parteien zu seinem Symposium eingeladen. Fast 500 Vertreter von 45 Bundesstaaten hätten zugesagt. Er besitze 37 Terabyte „unwiderlegbare Beweise“, dass Hacker aus China in die Dominion-Maschinen eingebrochen seien und Wählerstimmen für Trump in Stimmen für Joe Biden umgewandelt hätten. Seit Januar 2021 hätten viele Leute ihm aufgezeichnete pcaps vom Wahltag 2020 übermittelt, die einen Cyberangriff zur Stimmenumwandlung objektiv bewiesen. Er bot demjenigen Konferenzteilnehmer fünf Millionen Dollar an, der seine Beweise widerlegen könne. Ein von ihm angeheuertes Expertenteam habe das Material monatelang untersucht und die Beweispräsentation vorbereitet. Er werde diese live auf seiner Webseite Frankspeech übertragen und rechne mit bis zu einer Milliarde Zuschauern. Danach werde der Supreme Court einstimmig urteilen, dass Trump die Wahl gewonnen habe. Dieser werde das Symposium nicht besuchen und sei in keiner Weise daran beteiligt. Alle US-Medien, auch die linksliberalen, würden Trumps Wiedereinsetzung fordern und den schweren Irrtum von Joe Bidens Wahlsieg anerkennen. Dieser und die Vizepräsidentin Kamala Harris würden das Weiße Haus freiwillig verlassen. Trump werde die Macht am Morgen des 13. August 2021 wieder übernehmen. Die Nation wäre wieder geeint und Trump fortan ihr unangefochtener Führer. Damit schuf Lindell die konkrete Erwartung einer (verfassungsrechtlich unmöglichen) Wiedereinsetzung Trumps. Viele Trumpanhänger übernahmen Lindells These. Daher warnte das US-Ministerium für Innere Sicherheit die Polizeibehörden der USA Anfang August vor erneuter Gewalt von Trumpanhängern.
Beim „Cyber Symposium“ vom 10. bis 12. August 2021 führte Lindell erneut ein Video vor, auf dem nur laufender, unverständlicher Quelltext zu sehen war, und ließ es in Dauerschleife zeigen.
Der brasilianische Politiker Eduardo Bolsonaro besuchte Lindells Konferenz und übergab ihm einen MAGA-Hut, den Trump mit dem Gruß „Für Mike, einen großen Patrioten“ signiert hatte. In seiner Rede beklagte sich der Gast über kritische US-Medienberichte über seinen Vater Jair Bolsonaro, derzeit Präsident Brasiliens. Der frühere Trumpberater Steve Bannon redete danach und nannte Brasiliens kommende Präsidentenwahl von 2022 die „zweitwichtigste Wahl der Welt“, die Bolsonaro nur durch Maschinenmanipulation verlieren könne. Sein Gegenkandidat Luiz Inácio Lula da Silva sei „ein Krimineller“ und „der gefährlichste Linke der Welt“. Da Silva lag zu jenem Zeitpunkt in Umfragen weit vor Bolsonaro. Dieser hatte wie Trump behauptet, die Wahlmaschinen in Brasilien seien zur Wahlfälschung benutzt worden. Die oberste Wahlbehörde des Landes hatte die Behauptungen widerlegt und eine Ermittlung gegen Bolsonaro eingeleitet.
Abends am 10. August trat die Trumpanhängerin Tina Peters auf, die für die Wahlaufsicht von Mesa County zuständig war. Ihr Büro wurde am selben Tag polizeilich durchsucht, weil von dort sicherheitsrelevante Materialien an den führenden QAnonvertreter Ron Watkins gelangt waren. Am Vormittag des 11. August sollte Watkins die aus dem Wahlsystem von Mesa County stammenden Dateien auf einer großen Leinwand bei der Konferenz live analysieren. Auf Anweisung seiner Anwälte erklärte er jedoch, die Dateien seien „unautorisiert“; er müsse die Datenträger dem Ermittlungsrichter aushändigen und wolle die Analyse daher beenden. Peters behauptete daraufhin, die Datenträger könnten erst infolge der Bürodurchsuchung an Watkins gelangt sein. Watkins dagegen erklärte, er habe die Datenträger von der rechtsextremen Wahlkampfmanagerin für die Abgeordnete Lauren Boebert erhalten. Laut dem führenden Informatiker J. Alex Halderman war dies ein enormer Bruch von Sicherheitsprotokollen: Anhand dieser Festplatten könnten Hacker eine auf die spezielle Wahlsoftware zugeschnittene Angriffsmethode entwickeln. Zudem hatten Trumpanhänger im Mai 2021 ein Treffen von Wahlbeamten mit Dominion-Firmenvertretern heimlich gefilmt und Watkins den Film zugespielt. Er zeigte Passwörter für Wahlgeräte. Der rechtsextreme Blog The Gateway Pundit hatte behauptet, der Film beweise eine Verbindung der Dominion-Wahlmaschinen zum Internet und dass Dominion-Mitarbeiter auch aus der Ferne darauf zugreifen könnten. Das sollte die Theorie einer Wahlfälschung durch Datenmanipulationen stützen. Im Ergebnis machten diese Vorgänge 41 Wahlgeräte aus Mesa County für die weitere Verwendung unbrauchbar. Abgeordnete der Demokraten des Bezirks stellten wegen eines koordinierten Unterminierens der Wahlsicherheit Strafanzeigen.
Am Nachmittag des 11. August erklärte der von Lindell angeheuerte Cyberexperte Josh Merritt, die angeblichen pcaps seien nicht auffindbar oder nicht wiederherstellbar. „Man hat uns einen Misthaufen ausgehändigt“: Die vorgelegten Daten könnten Lindells Theorie daher nicht beweisen. Merritt bestätigte Medienrecherchen, dass die angeblichen pcaps von Dennis Montgomery stammten. Der ebenfalls von Lindell engagierte Cybersicherheitsexperte J. Kirk Wiebe erklärte, Lindell besitze die Datenpakete gar nicht. Der laufende Quelltext zeige nicht die tatsächlichen pcaps, sondern nur, wie diese ungefähr aussähen, wenn es sie gäbe. Lindells Daten seien entweder im falschen Format übersandt oder vom Absender Dennis Montgomery vorenthalten worden. Daraufhin verschob Lindell die für denselben Tag angekündigte Beweispräsentation und zog sein Belohnungsangebot zurück.
Am 12. August 2021 entschied ein von Trump eingesetzter Bundesrichter, die Klagen von Dominion gegen Lindell und andere seien rechtmäßig und in einem regulären Strafprozess zu klären. Die Anklage sei angemessen, da Lindells Behauptungen inhärent unwahrscheinlich, seine Quellen unzuverlässig seien und er die Gültigkeit von Gegenbeweisen nicht anerkannt habe. Dominion habe zahlreiche Beispiele genannt, wo Lindell vor Zuhörern Wahlbetrug behauptet und zugleich Werbung für seine Produkte gemacht habe. Die Firma habe damit juristisch glaubhaft dargelegt, dass Lindell seine Behauptungen wider besseres Wissen oder ohne Rücksicht auf die Wahrheit aufgestellt habe.
Als Lindell von dem Urteil erfuhr, floh er von der Bühne seines Symposiums. Abends kehrte er zurück und behauptete, Vertreter der Antifa hätten ihn in seinem Hotel körperlich angegriffen. Die Angreifer hätten seine versprochenen Beweise „kompromittiert“. Er habe seine Familie während der Konferenzvorbereitung monatelang nicht gesehen und ein neues Haus kaufen müssen, damit niemand seinen Wohnsitz kenne. Aus Angst vor solchen Angriffen und vor Festnahme wegen Vorwürfen, sie hätten am Sturm auf das Kapitol teilgenommen, sprächen andere nicht mehr über Wahlbetrug. Hunderte seien inhaftiert, doch man höre nichts mehr von ihnen. Jeder Zuhörer könne betroffen sein. Das Publikum müsse um „das Böse“ da draußen wissen. Alle sollten nach Hause fahren und fordern, dass die Wahlbehörden die Router der Wahlmaschinen „öffnen“, damit man „das Innere“ sehen könne.
Der finnische Cyberexperte Harri Hursti, der 2020 bei einer DEFCON und in einem Dokumentarfilm darüber Hackangriffe auf US-Wahlmaschinen vorgeführt und davor gewarnt hatte, hatte am Symposium teilgenommen. Er erklärte danach: Die angebotenen Daten bewiesen eine „gestohlene“ Wahl nicht einmal annähernd, sondern hätten gar keine Bezüge zu Wahlsystemen. Man habe eine riesige Datenmenge erwartet, die sich nicht als Beweise verstehen lassen; dass nicht einmal diese Riesenmenge vorhanden war, habe die anwesenden Experten überrascht. „Es gab nur einen Haufen von Nichts.“
Da Lindell seine Beweise und Trumps Wiedereinsetzung monatelang mit exaktem Datum angekündigt hatte, wurden psychische Traumata oder Gewalt unter enttäuschten Gläubigen befürchtet. Die Konferenzbesuche der Bezirksbeamtin von Mesa County und eines Richters aus Wisconsin erfolgten auf Staatskosten. Ferner waren Fotos mit Passwörtern für die Wahltechnik von Maricopa County und eines weiteren Wahlbezirks auf rechten und verschwörungsideologischen Blogs im Internet erschienen. Daher mussten die Wahlmaschinen dieser Bezirke für hohe Kosten aus Steuermitteln ersetzt werden. Zugleich erhielten zahlreiche ehrenamtliche Wahlhelfer und ihre Angehörigen in den USA Anzeigen, Klagen und Morddrohungen von Trumpanhängern. Bis zu Lindells Konferenz hatten neun von Republikanern regierte Bundesstaaten Gesetze beschlossen, die die Aufsicht über künftige Wahlen und Stimmenauszählungen von neutralen technokratischen an parteipolitische Instanzen übertrugen. Obwohl Lindells eigene Experten seine Wahlbetrugsfantasien öffentlich entlarvt hatten, stützten diese Republikaner ihre organisierten Angriffe auf das Wahlrecht im Kern auf dieselbe Fiktion und benutzten sie für weitere antidemokratische Vorstöße.
Lindell wurde im April 2023 von einem US-Schiedsgericht dazu verurteilt, dem Software-Experten Robert Zeidman 5 Mio. US-Dollar zu zahlen. Diese Summe hatte Lindell in einer Wette demjenigen ausgelobt, dem es gelingen sollte zu beweisen, das Lindells vorgebliche Beweise einer Wahlmanipulation falsch seien. Dem Gericht zufolge wies Zeidman nach, dass die von Lindell vorgelegten Dokumente die Behauptungen einer Wahlmanipulation in keiner Weise belegen können. Darüber hinaus droht Lindell eine Schadensersatzzahlung in Höhe von 1,3 Mrd. US-Dollar wegen Verleumdung des Unternehmens Dominion Voting Systems.